# Caspar Ziegler (Amtmann)
Caspar Ziegler († 1515 oder 1518) war einer der sächsischen Räte, die während der Statthalterschaft der albertinischen Wettiner in Friesland (1498 bis 1515) die Regierungsgeschäfte unter sich hatten, sowie friesischer und sächsischer Amtmann.

## Leben
Er entstammte dem meißnischen Adelsgeschlecht der Ziegler und war der Sohn des Baltzer (Balthasar) († 1474 od. 1478), Herrn auf Gauernitz, und der Anna von Metzsch. Sein älterer Bruder Christoph Ziegler war Amtmann des Amtes Meißen im Herzogtum Sachsen. Nach dem Ableben des Vaters nahmen die Brüder das Erbe zunächst gemeinschaftlich in Besitz. Aus einer späteren Erbteilung ging jedoch Christoph als alleiniger Besitzer von Gauernitz hervor, weshalb vermutet werden darf, dass Caspar seinen Erbteil ausgezahlt bekam.
Als der sächsische Herzog und Markgraf von Meißen Albrecht III. der Beherzte 1498 als Dank für seinen siegreichen Zug gegen die rebellischen Flandern zur Befreiung des in Brügge gefangengehaltenen römisch-deutschen Königs Maximilian I. die Erbstatthalterschaft über Friesland erhalten hatte, kam Caspar Ziegler nach Friesland. Hier wurde er zunächst als Kastellan des Van Harinxma-Hauses in Sloten eingesetzt. Außerdem war er verantwortlich für Zevenwouden (Sieben-Walden), einem von drei friesischen Gebieten unter sächsischer Administratur. Während einer Abwesenheit des Herzogs wurde er in einem Aufstand der Friesen gefangen genommen, kam aber wieder frei.
Nachdem Herzog Albrecht III. im September 1500 verstorben war, wurde dessen Sohn Heinrich zum Gubernator von Friesland ernannt. Er berief am 31. Oktober des Jahres Statthalter Hugo von Leisnig, Wilhelm Truchsess von Waldburg, Christoph von Taubenheim und Caspar Ziegler zu bevollmächtigten Stellvertretern des Herzogs in Friesland mit der Bezeichnung Regent. Schon wenige Tage danach nahm Ziegler zusammen mit Wilwolt von Schaumberg in Stellvertretung die Erbhuldigung der Friesen für Herzog Heinrich entgegen. Von 1501 bis 1510 gehörte er nun zu den Räten, die die Regierungsgeschäfte Frieslands unter sich hatten. Während der zeitweisen Abwesenheit des Statthalters hatte er zusammen mit den anderen Räten die landesherrliche Gewalt inne. Von allen sächsischen Räten in Friesland hatte er dieses Amt am längsten inne.
Caspar Ziegler war neben seinen Verrichtungen als Rat auch als Baumeister in Friesland tätig; zudem war er von 1501 bis 1503 Amtmann von Harlingen.
1509 vertrat Ziegler Herzog Georg den Bärtigen auf dem Reichstag in Worms.
Im März 1510 kehrte Caspar Ziegler nach Sachsen zurück. Zum Dank für seine Dienste in Friesland erhielt er das Amt Schellenberg als Pfandbesitz und wurde zum Amtmann desselben ernannt. Sitz der Amtsverwaltung war die Burg Schellenberg, die später, von 1568 bis 1572, durch das landesherrliche Jagdschloss Augustusburg überbaut wurde.
Weiterhin besaß Caspar Ziegler nun das Rittergut Polenz bei Meißen und kaufte noch 1514 das benachbarte Taubenheim hinzu.
Im Januar 1514 kehrte er ein letztes Mal gemeinsam mit Herzog Georg nach Friesland zurück und wirkte hier als oberster Hauptmann im Kampf gegen Graf Edzard I. von Ostfriesland in der sogenannten Sächsischen Fehde.
Caspar Ziegler war etwa seit den 1480er Jahren mit Katharina von Miltitz verheiratet. Aus dieser Verbindung gingen wohl zwei Söhne und zwei Töchter hervor. Sein jüngerer Sohn war der Hebraist, Theologe und Reformator Bernhard Ziegler (1496–1552).